# バラマーケット

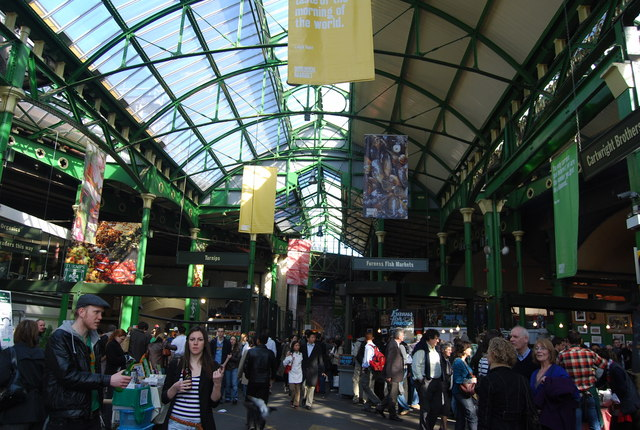
バラ・マーケット

バラ・マーケット（バラ市場）(Borough Market)はイギリスロンドンにある食品などの卸売、小売市場。
イギリス国内最大規模の食品市場であり、2014年には開設から1000年を迎えた。20世紀中頃までは主に卸売市場として発展したが、現在では主に観光客や市民向けの小売市場として知られている。
卸売市場の営業時間は平日午前2時〜午前8時。
小売市場の営業時間は水曜日木曜日の10時〜5時、金曜日の10時〜6時、土曜日の8時〜5時。 